# Jakob Grün

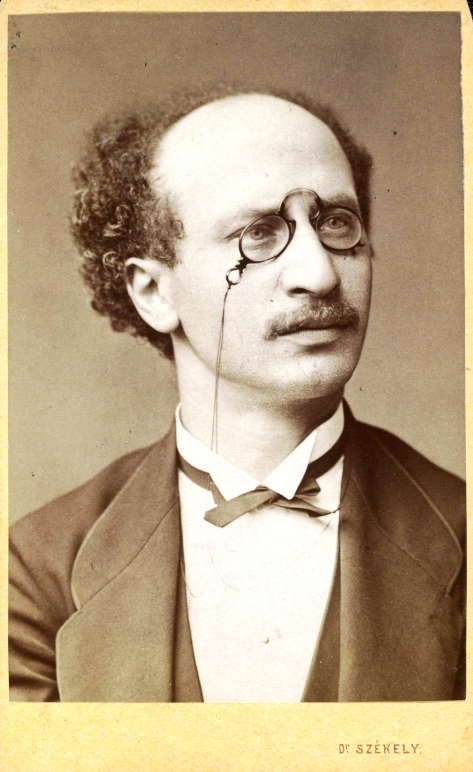
Jakob M. Grün, Fotografie von Josef Székely

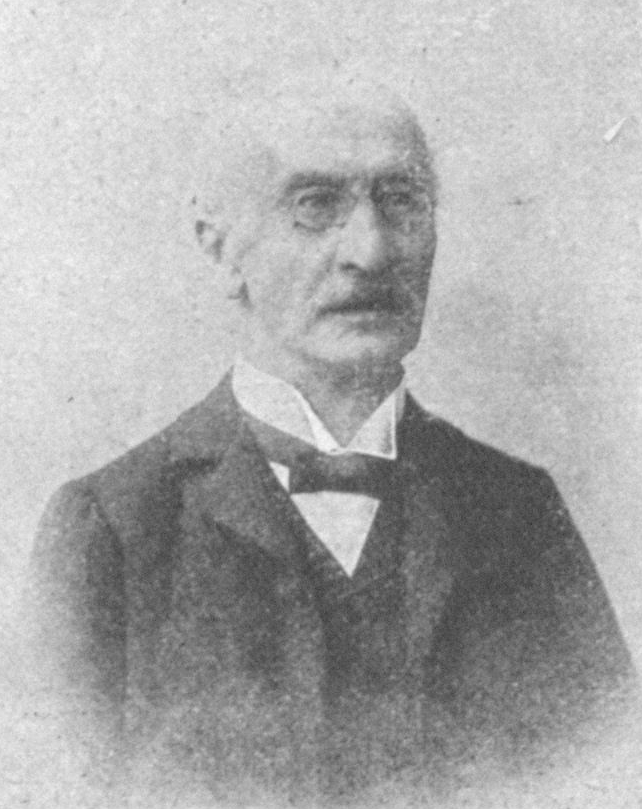
Jakob Grün

Jakob Moritz Grün (* 13. März 1837 in Pest, Kaisertum Österreich; † 1. Oktober 1916 in Baden bei Wien) war ein österreichischer Violinist ungarischer Herkunft.

## Leben
Jakob Grün erhielt ersten Musikunterricht in Pest und lernte dann das Violinspiel privat bei Joseph Böhm in Wien. Anschließend war er Schüler von Moritz Hauptmann am Leipziger Conservatorium der Musik.

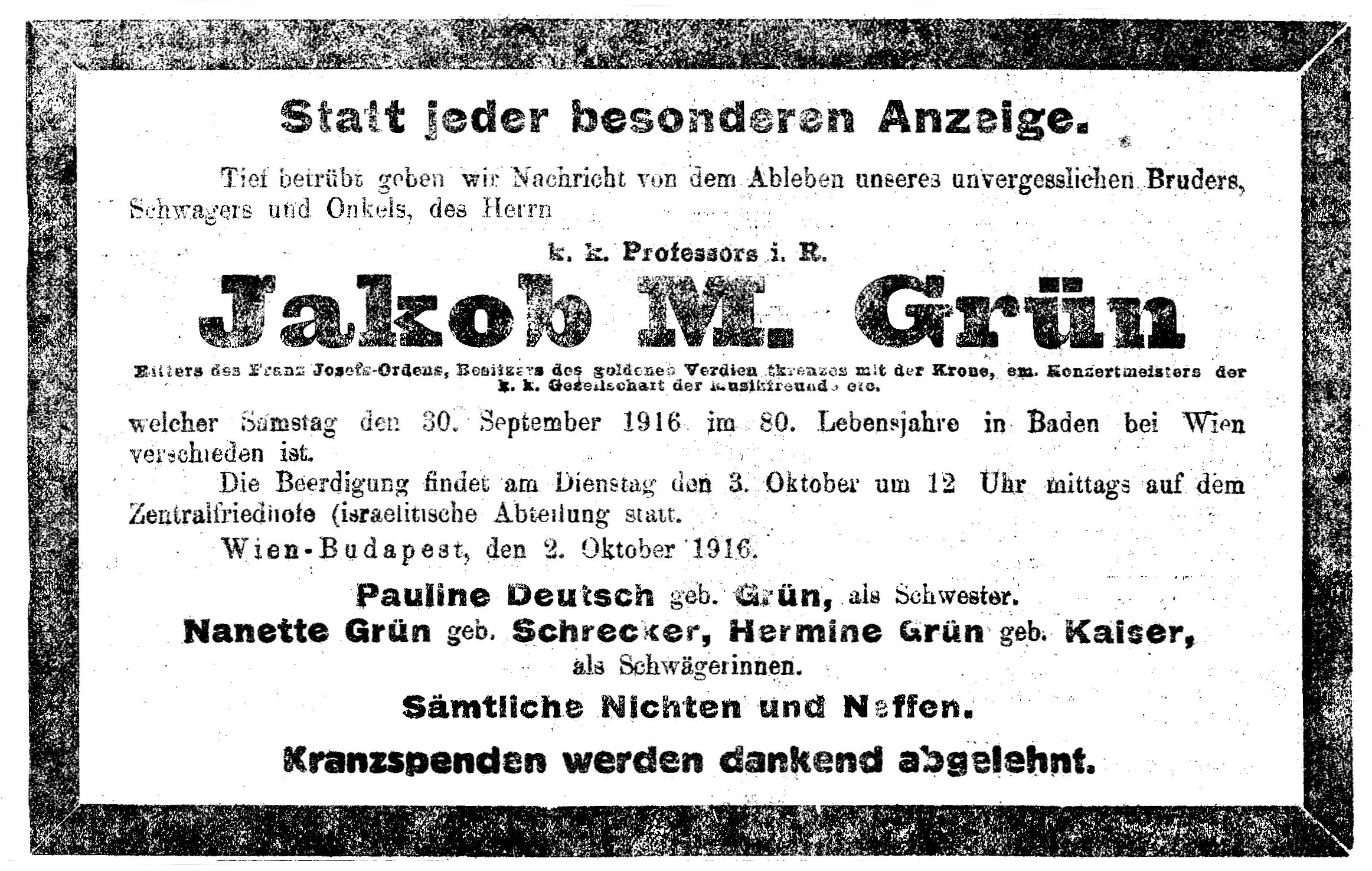
Die Todesanzeige in der NFP

1858–61 war er Primgeiger der Hofkapelle zu Weimar, danach bis 1865 an der Hofkapelle zu Hannover, wo er Joseph Joachim kennenlernte. In den Folgejahren unternahm er als Solist Konzertreisen durch Deutschland, Holland und England.
Am 1. Oktober 1868 wurde er Konzertmeister des k. k. Wiener Hofopernorchesters (Wiener Philharmoniker) und blieb bis 1897 Mitglied des Orchesters. Von 1877 bis 1908 war er auch Lehrer am Wiener Konservatorium und bildete eine ganze Generation in der Tradition der Wiener Geigenschule aus. Zu seinen Schülern zählen u. a. Adolf Bak, Marcel Tyberg Sr., Carl Flesch, Rosa Hochmann, Irene von Brennerberg, Franz Kneisel, Fritz Kreisler, Max Lewinger, Franz Mairecker, Hans Wessely und Max Weißgärber.
Grüns Wohnung befand sich in der Heugasse 18 (heute Prinz-Eugen-Straße) in Wieden.
Sein Grab befindet sich auf dem Wiener Zentralfriedhof 1. Tor.

## Auszeichnungen
- Ritterkreuz des Franz-Joseph-Ordens
- Goldenes Verdienstkreuz mit der Krone
- Königlich rumänische Medaille für Kunst und Wissenschaft „Bene merenti“ I. Klasse
- K. k. Professorentitel
- Ehrenmitglied des Wiener Tonkünstler-Vereines.